# Amata puellula
Amata puellula är en fjärilsart som beskrevs av Hermann Stauder 1921. Amata puellula ingår i släktet Amata och familjen björnspinnare. Inga underarter finns listade i Catalogue of Life.